# Gran Premio degli Stati Uniti d'America 1966
Il Gran Premio degli Stati Uniti 1966 fu una gara di Formula 1, disputatasi il 2 ottobre 1966 sul Circuito di Watkins Glen. Fu l'ottava prova del mondiale 1966 e vide la vittoria di Jim Clark su Lotus-BRM, seguito da Jochen Rindt e da John Surtees.

## Vigilia
Fu l'unico successo per il pesante motore 16 cilindri BRM che verrà abbandonato sia dalla Lotus che dalla BRM l'anno successivo.

## Qualifiche
| Pos | N. | Pilota          | Costruttore            | Scuderia                    | Tempo   | Distacco |
| --- | -- | --------------- | ---------------------- | --------------------------- | ------- | -------- |
| 1   | 5  | Jack Brabham    | Brabham BT20 -Repco    | Brabham Racing Organisation | 1:08.42 | -        |
| 2   | 1  | Jim Clark       | Lotus 43-BRM H16       | Team Lotus                  | 1:08.53 | +0.11    |
| 3   | 9  | Lorenzo Bandini | Ferrari 312            | Scuderia Ferrari SpA SEFAC  | 1:08.57 | +0.15    |
| 4   | 7  | John Surtees    | Cooper T81-Maserati    | Cooper Car Company          | 1:08.73 | +0.31    |
| 5   | 3  | Graham Hill     | BRM P83                | Owen Racing Organisation    | 1:08.87 | +0.45    |
| 6   | 4  | Jackie Stewart  | BRM P83                | Owen Racing Organisation    | 1:09.17 | +0.75    |
| 7   | 6  | Denny Hulme     | Brabham BT20 -Repco    | Brabham Racing Organisation | 1:09.28 | +0.86    |
| 8   | 12 | Richie Ginther  | Honda RA273            | Honda R&D Company           | 1:09.37 | +0.95    |
| 9   | 8  | Jochen Rindt    | Cooper T81-Maserati    | Cooper Car Company          | 1:09.63 | +1.21    |
| 10  | 11 | Pedro Rodríguez | Lotus 33-BRM 2L        | Team Lotus                  | 1:10.40 | +1.98    |
| 11  | 17 | Bruce McLaren   | McLaren M2B-Ford       | Bruce McLaren Motor Racing  | 1:10.57 | +2.15    |
| 12  | 18 | Mike Spence     | Lotus 25/33-BRM 2L     | Reg Parnell Racing          | 1:10.73 | +2.31    |
| 13  | 19 | Jo Siffert      | Cooper T81-Maserati    | RRC Walker Racing Team      | 1:10.97 | +2.55    |
| 14  | 15 | Dan Gurney      | Eagle T1G-Weslake      | Anglo American Racers       | 1:11.03 | +2.61    |
| 15  | 22 | Jo Bonnier      | Cooper T81-Maserati    | Joakim Bonnier Racing Team  | 1:11.40 | +2.98    |
| 16  | 16 | Bob Bondurant   | Eagle T1F-Climax 2.7 L | Anglo American Racers       | 1:12.40 | +3.98    |
| 17  | 10 | Innes Ireland   | BRM P261 V8            | Bernard White Racing        | 1:12.63 | +4.21    |
| 18  | 14 | Ronnie Bucknum  | Honda RA273            | Honda R&D Company           | 1:12.70 | +4.28    |
| 19  | 2  | Peter Arundell  | Lotus 33-Climax 2L     | Team Lotus                  | -       | -        |

## Gara
| Pos | N. | Pilota          | Costruttore/Motore     | Giri | Tempo/Ritiro     | Griglia | Punti |
| --- | -- | --------------- | ---------------------- | ---- | ---------------- | ------- | ----- |
| 1   | 1  | Jim Clark       | Lotus 43-BRM H16       | 108  | 2:09:40.11       | 2       | 9     |
| 2   | 8  | Jochen Rindt    | Cooper T81-Maserati    | 107  | Fine benzina     | 9       | 6     |
| 3   | 7  | John Surtees    | Cooper T81-Maserati    | 107  | + 1 Giro         | 4       | 4     |
| 4   | 19 | Jo Siffert      | Cooper T81-Maserati    | 105  | + 3 Giri         | 13      | 3     |
| 5   | 17 | Bruce McLaren   | McLaren M2B-Ford       | 105  | + 3 Giri         | 11      | 2     |
| 6   | 2  | Peter Arundell  | Lotus 33-Climax 2L     | 101  | + 7 Giri         | 19      | 1     |
| Ret | 10 | Innes Ireland   | BRM P261 V8            | 96   | Alternatore      | 17      |       |
| NC  | 12 | Richie Ginther  | Honda RA273            | 81   | Non classificato | 8       |       |
| Ret | 18 | Mike Spence     | Lotus 25/33-BRM 2L     | 74   | Iniezione        | 12      |       |
| Ret | 14 | Ronnie Bucknum  | Honda RA273            | 58   | Motore           | 18      |       |
| NC  | 22 | Jo Bonnier      | Cooper T81-Maserati    | 57   | Non classificato | 15      |       |
| Ret | 5  | Jack Brabham    | Brabham BT20 -Repco    | 55   | Motore           | 1       |       |
| Ret | 4  | Jackie Stewart  | BRM P83                | 53   | Motore           | 6       |       |
| Ret | 3  | Graham Hill     | BRM P83                | 52   | Differenziale    | 5       |       |
| Ret | 9  | Lorenzo Bandini | Ferrari 312            | 34   | Motore           | 3       |       |
| Ret | 6  | Denny Hulme     | Brabham BT20 -Repco    | 18   | Motore           | 7       |       |
| Ret | 11 | Pedro Rodríguez | Lotus 33-BRM 2L        | 13   | Abbandono        | 10      |       |
| Ret | 15 | Dan Gurney      | Eagle T1G-Weslake      | 13   | Frizione         | 14      |       |
| DSQ | 16 | Bob Bondurant   | Eagle T1F-Climax 2.7 L | 5    | Squalificato     | 16      |       |

## Statistiche

### Piloti
- 20ª vittoria per Jim Clark

### Costruttori
- 1º Titolo Mondiale per la BrabhamBrabham
- 25° vittoria per la Lotus
- 14º e ultimo giro più veloce per la Cooper

### Motori
- 14ª vittoria per il motore BRM
- 17º e ultimo giro più veloce per il motore Maserati

### Giri al comando
- Lorenzo Bandini (1-9, 20-34)
- Jack Brabham (10-19, 35-55)
- Jim Clark (56-108)

## Classifiche Mondiali

### Piloti
| Pos | Pilota              | Punti   |
| --- | ------------------- | ------- |
| 1   | Jack Brabham        | 39      |
| 2   | Jochen Rindt        | 22 (24) |
| 3   | John Surtees        | 19      |
| 4   | Graham Hill         | 17      |
| 5   | Jim Clark           | 16      |
| 6   | Jackie Stewart      | 14      |
|     | Denny Hulme         | 14      |
| 8   | Lorenzo Bandini     | 12      |
|     | Mike Parkes         | 12      |
| 10  | Ludovico Scarfiotti | 9       |
| 11  | Mike Spence         | 4       |
| 12  | Bob Bondurant       | 3       |
|     | Bruce McLaren       | 3       |
|     | Jo Siffert          | 3       |
| 15  | Richie Ginther      | 2       |
|     | Dan Gurney          | 2       |
| 17  | John Taylor         | 1       |
|     | Bob Anderson        | 1       |
|     | Peter Arundell      | 1       |

### Costruttori
| Pos | Costruttore         | Punti   |
| --- | ------------------- | ------- |
| 1   | Brabham-Repco       | 40 (43) |
| 2   | Ferrari             | 31 (32) |
| 3   | Cooper-Maserati     | 24 (26) |
| 4   | BRM                 | 22      |
| 5   | Lotus-BRM           | 13      |
| 6   | Lotus-Climax        | 8       |
| 7   | Eagle-Climax        | 2       |
|     | McLaren-Ford        | 2       |
| 9   | Brabham-BRM         | 1       |
|     | Brabham-Climax      | 1       |
|     | McLaren-Serenissima | 1       |